# Vertrag von Easton
Der Vertrag von Easton wurde im Oktober 1758 in Nordamerika zwischen der britischen Kolonialregierung der Provinz Pennsylvania und den Indianerstämmen des Ohiotals, unter anderem den Shawnee und Lenni Lenape, geschlossen.
Unterzeichnet während des Franzosen- und Indianerkrieges, besagte die Vereinbarung, dass die Stämme des Ohiotals nicht weiter auf der Seite Frankreichs gegen die Briten kämpfen würden, welche im Gegenzug versicherten, keine Siedlungen westlich des Allegheny-Gebirges zu gründen.
Der Vertrag war ein Grund für die darauffolgende königliche Proklamation von 1763.
Siehe auch: Zeittafel der Indianerkriege